# Weldon (California)
Weldon es un lugar designado por el censo (en inglés, census-designated place) ubicado en el condado de Kern, California, Estados Unidos. Según el censo de 2020, tiene una población de 2303 habitantes.

## Geografía
La localidad está ubicada en las coordenadas 35°38′39″N 118°18′33″O / 35.64417, -118.30917 (35.644103, -118.309088). Según la Oficina del Censo, tiene un área total de 69.45 km², de la cual 69.06 km² son tierra y 0.39 km² son agua.

## Demografía
Según la Oficina del Censo, en 2000 los ingresos medios de los hogares de la localidad eran de $22,857 y los ingresos medios de las familias eran de $26,500. Los hombres tenían ingresos medios por $35,573 frente a los $20,208 que percibían las mujeres. Los ingresos per cápita para la localidad eran de $15,243. Alrededor del 18.7% de la población estaba por debajo del umbral de pobreza.
De acuerdo con la estimación 2016-2020 de la Oficina del Censo, los ingresos medios de los hogares de la localidad son de $37,535. Alrededor del 42.2% de la población está por debajo del umbral de pobreza.